# 加布里埃尔·邓南遮
加布里埃尔·邓南遮（義大利語：Gabriele D'Annunzio；1863年3月12日—1938年3月1日），意大利诗人、记者、小说家、演说家、戏剧家、战争英雄、冒险家与政治活动家。在文学上，邓南遮是19世纪末期至20世纪初期（美好年代）最具艺术才华和政治影响的意大利文人:344，也是唯美主义文学与頹廢派文学的代表人物，他的主要作品包括诗集《新歌》《赞歌》，剧本《琪珴康陶》，小说《玫瑰三部曲》（包括《欢乐》、《无辜者》与《死的胜利》）等。在政治上，邓南遮被认为是“意大利法西斯主義理想和实践的先驱”、法西斯主义创始人墨索里尼的榜样（尽管邓南遮本人并不是法西斯主义者）。
1863年，邓南遮生于義大利中部的一个富裕家庭。其自幼喜好文学，并在16岁时出版了第一部诗集《早春》，受到了一定欢迎。1881年，已经小有名气的邓南遮进入罗马大学文学系就读，并在次年出版了诗集《新歌》，在文艺界崭露头角，但由于邓南遮的生活问题，他并未完成大学学业。离开大学后，邓南遮继续同社会名流结交，并创作一系列文学作品，进一步提高了自己的声誉。他在1880年代创作的早期作品，如《处女地》、《少女的书》与《桑·潘塔莱奥内》均受到真实主义的影响。而在1889年至1894年，邓南遮的《玫瑰三部曲》相继问世，这也意味着他的文风向頹廢主義转变。
1890年代后期，邓南遮与著名女星埃莱奥诺拉·杜塞相识相恋，并为她编写戏剧《死城》、《琪娥康陶》等，文风开始转向唯美主义。同时，邓南遮受到弗里德里希·尼采的哲學思想影响，逐渐在作品中倡导超人说与军国主义思想（如《战舰》）。1900年，邓南遮又根据自己的情史，创作了小说《火》，宣扬享乐主义作风。1904年出版的《阿尔基俄涅》则使邓南遮作为诗人的名声大振。1910年，生活作风放荡的邓南遮负债累累，迁居法国，并创作了《圣赛巴斯蒂安的殉道者》、《庇隆内》、《金银花》等剧作。
早在1897年，邓南遮便成为意大利的众议院议员，积极参与政治活动。起初，邓南遮支持右翼，后来又与历史极左翼一同反对过路易吉·佩卢的右翼政府，被认为是社会主义的同情者，直至1907年为止。1915年，邓南遮从法国回到意大利，以52岁高龄志愿入伍，参与第一次世界大战。期间，邓南遮还亲自驾驶飞机作战，并因此右眼失明。1919年，因不满于意大利残缺的胜利，邓南遮率领部队攻占阜姆城，并建立独立的義大利卡爾納羅攝政領，颁布《卡尔纳罗宪章》，推行法团主义，直至被意大利军队驱逐为止。此后，邓南遮公开向墨索里尼与意大利法西斯主義靠拢，并居住在意大利胜利庄园。1938年，邓南遮因脑溢血病逝，享年74岁。

## 姓名

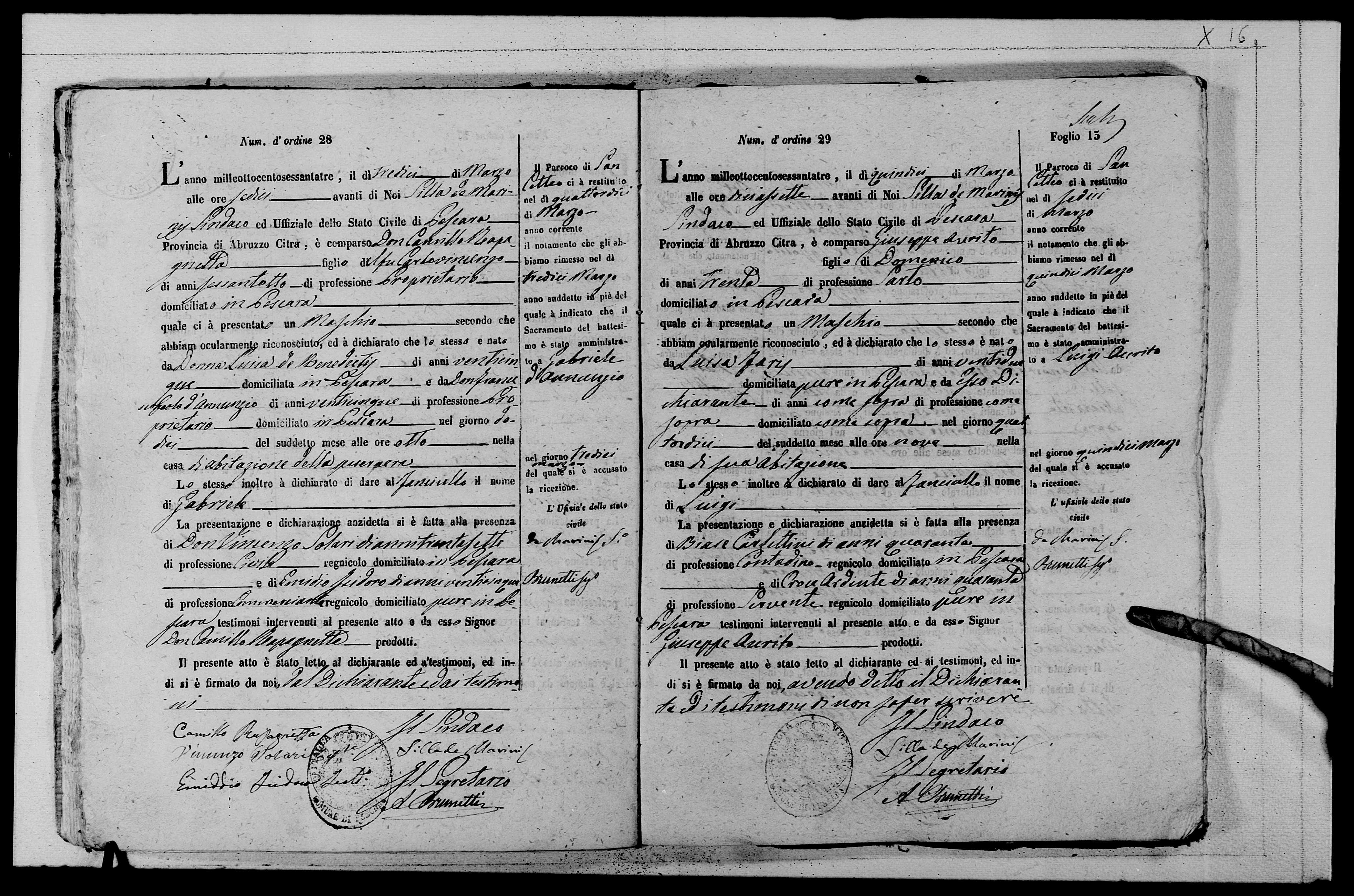
邓南遮的出生证明

1851年，加布里埃尔·邓南遮的父亲弗朗切斯科通过法律程序，在原姓“拉帕涅塔”后附加姓氏“邓南遮”。这一姓氏源自弗朗切斯科的姨丈安东尼奥·邓南遮(Antonio d'Annunzio)，由于安东尼奥的妻子不孕、没有子嗣，因此安东尼奥将遗产授予子嗣众多的拉帕涅塔家族。加布里埃尔的出生证明与官方文件均仅以"邓南遮"这一单姓示人，而“拉帕涅塔”的消失缘由无人知晓，至于“加布里埃尔”这一名字是为了纪念海上去世的亲属。
根据传闻：加布里埃尔·邓南遮最初被命名为加埃塔诺(Gaetano)，不过由于他那如同天使一般的外表，便被改名为加布里埃尔。事实上，这一传闻完全是虚构的，加布里埃尔·邓南遮的出生证明并没有“加埃塔诺”的字眼。

## 早期生活（1863年-1881年）

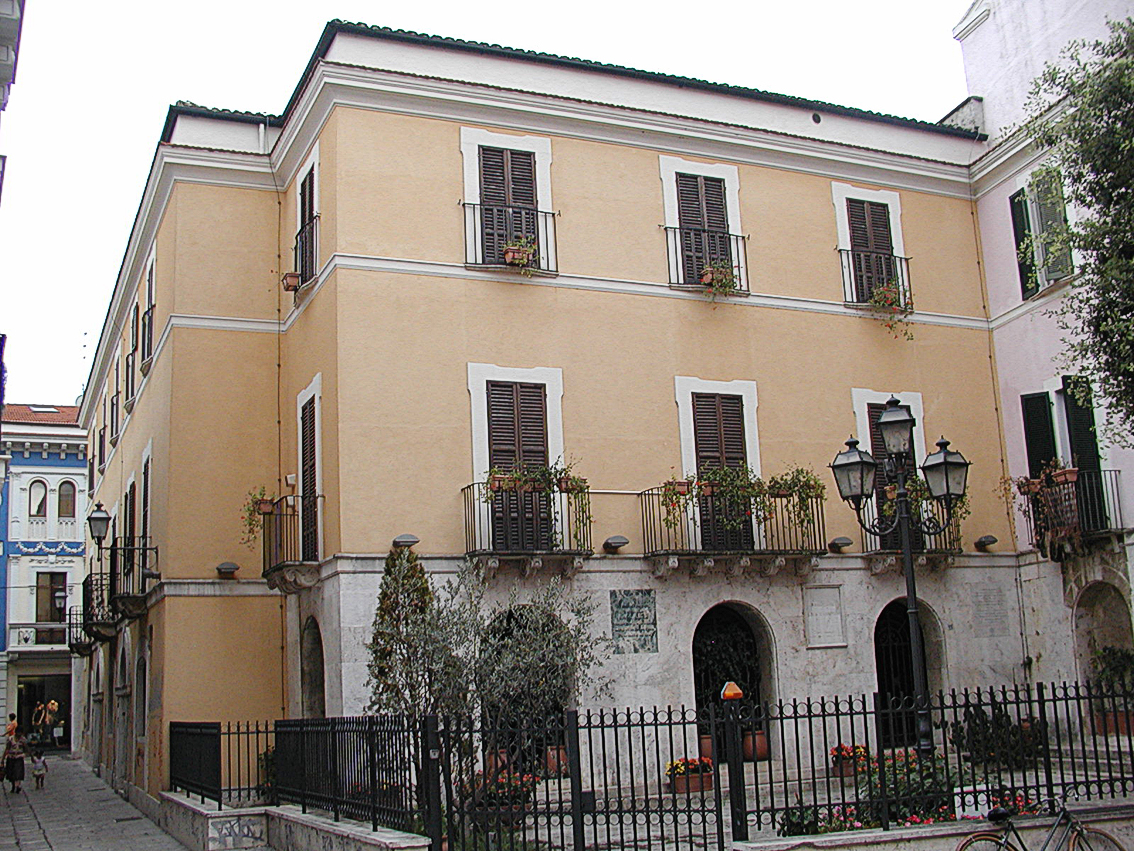
邓南遮出生地及故居

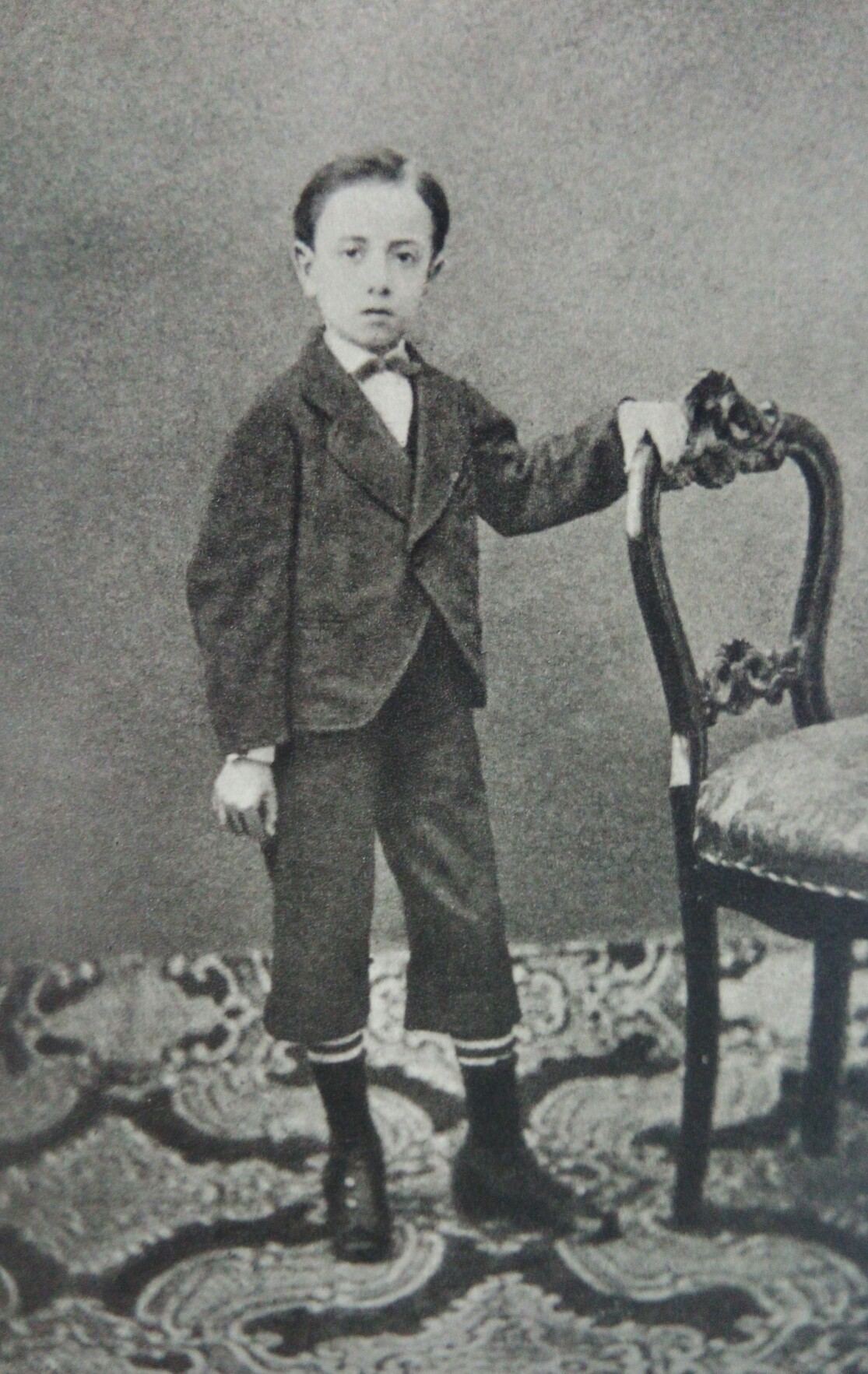
年仅七岁的邓南遮

1863年3月12日上午8时，加布里埃尔·邓南遮出生在佩斯卡拉老城曼索内街（corso Manthoné）的一个中等资产阶级家庭。他是弗朗切斯科·保罗·拉帕涅塔-邓南遮（Francesco Paolo Rapagnetta-D'Annunzio，1838年-1893年）与路易莎·德·贝内迪克蒂斯(Luisa de Benedictis，1839年-1917年)的第三个孩子。其姐为安娜·邓南遮（Anna，1859年-1914年）与埃尔维拉·邓南遮（Elvira，1861年-1942年），其妹为埃内斯蒂娜·邓南遮（Ernestina，1865年-1938年），其弟为安东尼奥·邓南遮（Antonio，1867年-1945年）。
1881年，加布里埃尔进入了罗马大学。大學期間，鄧南遮參與各個文學性社團，并为当地报纸撰写文章和评论。 在大学期间，他开始宣傳尚未收復的義大利。

## 飞越维也纳上空

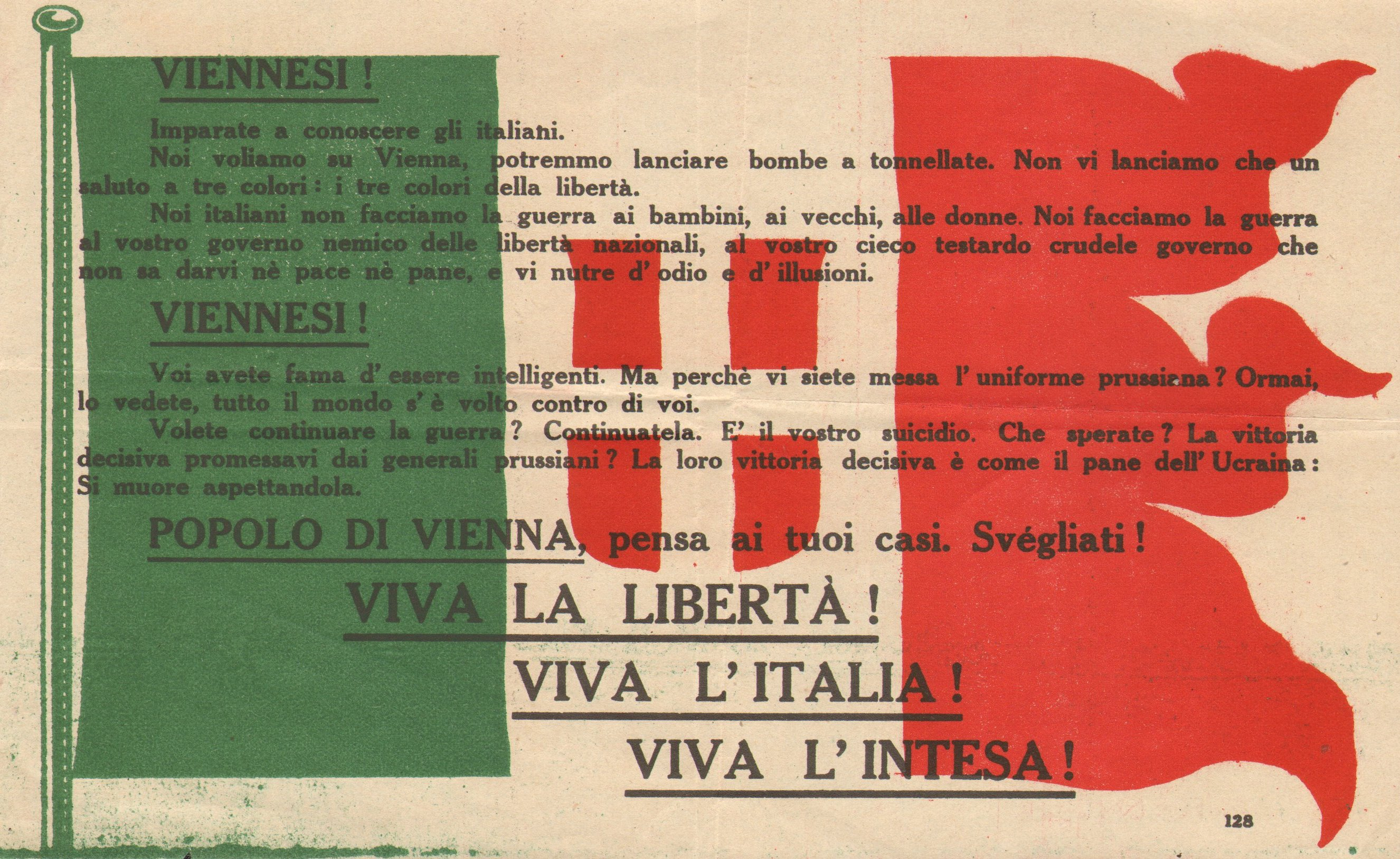
鄧南遮在飛越維也納上空中，從飛機下扔下的義大利語宣傳單

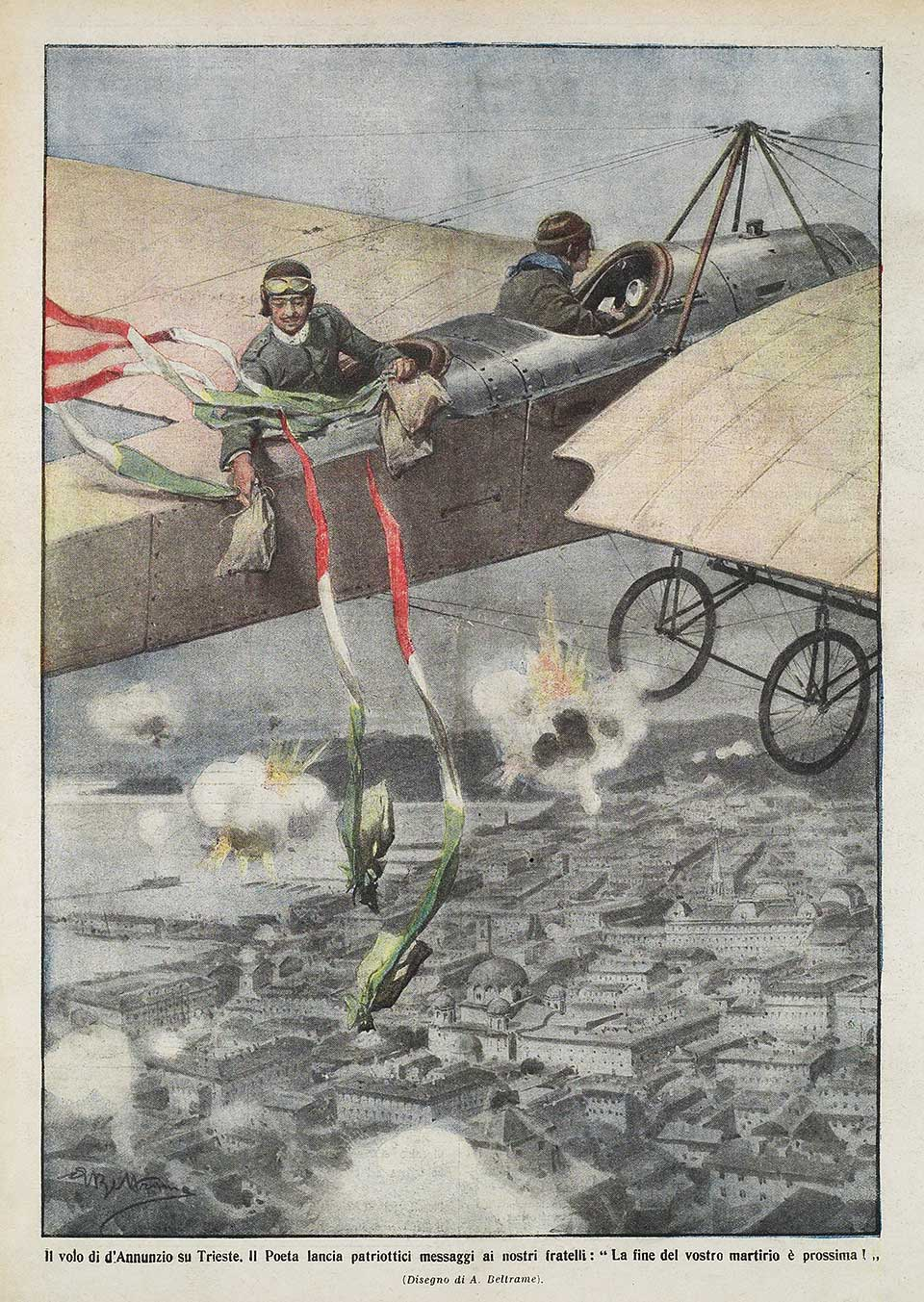
1915年，鄧南遮在的里雅斯特上空投掷的宣傳單

第一次世界大战爆发后，鄧南遮回到意大利，发表公开演說，呼籲義大利加入协约國。 自从1908年与莱特兄弟有過一次飞行，邓南遮对航空有著兴趣。随着战争暴發，鄧南遮自願參军，以一名战斗机飞行员的身分声名大噪。在一次飞行事故中，鄧南遮失去了一隻眼睛。

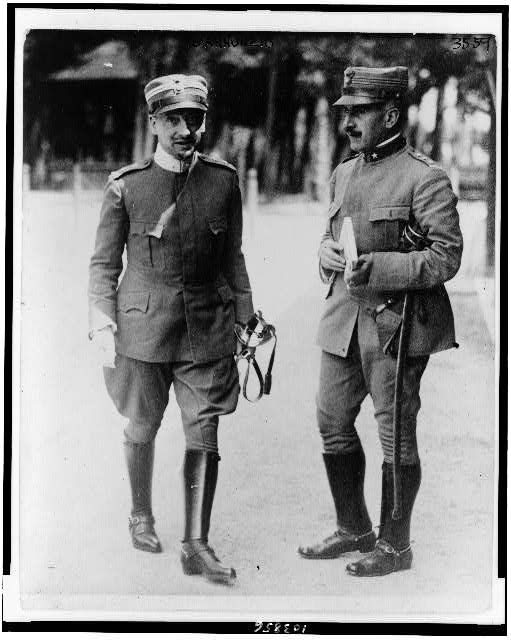
邓南遮（左）与一名同僚

1918年2月，鄧南遮参加了對巴卡爾的轟炸行動，提振因卡波雷托戰役受損的士氣。 1918年8月9日，作为第87战斗机中队指挥官，鄧南遮組織了飛越維也納行動，带领9架飞机往返700英里，在维也纳投下宣传传单。 

## 進军阜姆城

1919年9月，阜姆居民歡迎鄧南遮與他的夥伴

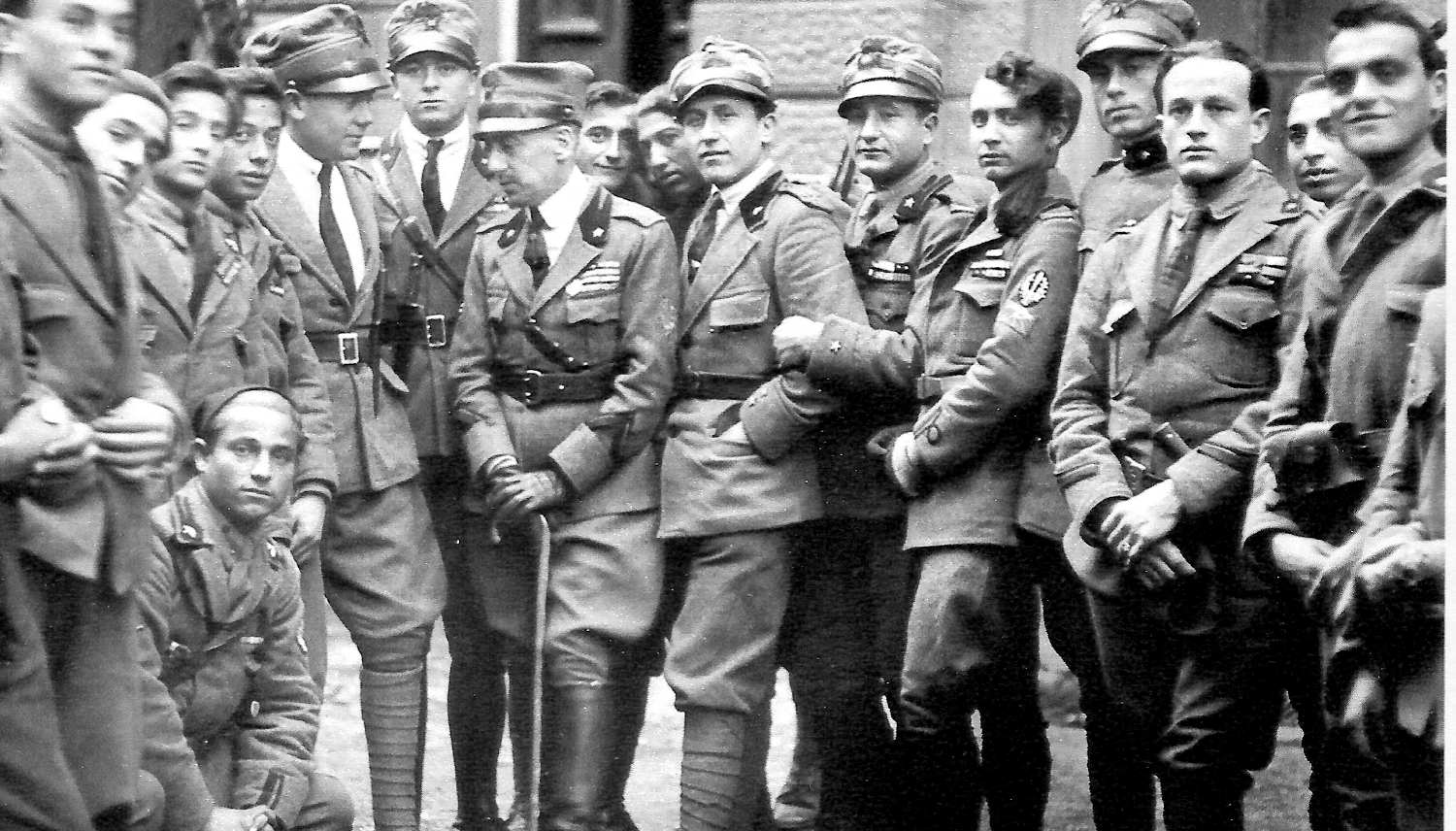
1919年阜姆。中間拄著拐杖的是鄧南遮，身邊的士兵不少來自義大利皇家陸軍的阿迪蒂突擊隊。 向右面對鄧南遮的是阿迪蒂突擊隊波隆那旅指揮官阿图罗-阿沃利奥中尉

第一次战争加强了鄧南遮的极端民族主义和領土收復主義的想法。鄧南遮展開广泛的行動，希望義大利是以一流歐洲強權之姿，与戰時盟友一同作战。 1919年9月12日，因不滿巴黎和会上移交人口大多為義大利人的阜姆的要求，鄧南遮率領2000名意大利民族主义者占领城市，迫使美英法的占领部队撤出。鄧南遮等人试图让意大利吞并阜姆，但遭到義大利政府拒绝。意大利政府封锁阜姆，要求投降。
鄧南遮随后宣布在阜姆成立獨立國家「義大利卡爾納羅攝政領」；《卡纳罗宪章》影響了后来意大利的法西斯体系，包含鄧南遮自稱「领袖」(Duce)。一部份的意大利皇家海军加入了鄧南遮。鄧南遮嘗試為其他被壓迫的民族，如鄧南遮在1920年試圖武裝的愛爾蘭人，提供國聯之外的另一種選擇；並寻求与巴尔干地区的各种分离主义团体结盟，特別是在巴爾幹的義大利分離主義份子，但是没有取得多大成功。直到1920年12月，在意大利海军的轰炸下，無視拉巴洛條約而向意大利宣战的鄧南遮，最終投降。

## 晚年

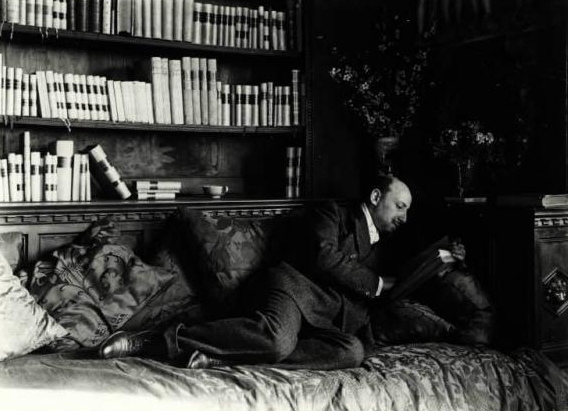
晚年的邓南遮正在讀書 (Mario Nunes Vais 摄)

在向阜姆進军之後，鄧南遮隱居加爾達湖，在寫作中渡過晚年。 虽然鄧南遮對墨索里尼有很大的影響，但他从未直接卷入意大利法西斯的政治活动。1922年，向羅馬進军之前，鄧南遮因不明原因從窗邊跌落，受傷但未死。
1924年，鄧南遮受國王伊曼紐三世授予貴族頭銜蒙特內沃索親王。 1938年，因中风去世。 墨索里尼国葬鄧南遮，葬於義大利勝利莊園。

## 同法西斯主義的關聯
鄧南遮通常被認為是義大利法西斯主義的先驅者。在阜姆的時候，鄧南遮与國家工團主義者阿爾塞斯特·德·安布里斯共同起草《卡爾納羅憲章》。 安布里斯提供了法律和政治框架，鄧南遮則增添了一些文學修飾。安布里斯是一群意大利海员的领袖，叛变后，率艦投靠鄧南遮。宪法建立了一个法團主义国家。九個團體代表不同的经济部门(工人、雇傭主、专业人员等)，第十个(鄧南遮的發明)則代表「优秀」的人类(英雄、诗人、先知、超人)。憲章还宣布，音乐是国家的基本原则。
墨索里尼从鄧南遮身上模仿和学习了獨裁者的文化。鄧南遮就像是意大利法西斯主义的施洗約翰一般，義大利法西斯所使用的仪式與符號幾乎就在鄧南遮向阜姆進军期間發明出來，包括陽台樣式、罗马式敬禮、模仿《伊里亞德》阿基里斯的哭喊聲、与群眾間充滿戏剧性和修辞的对话、宗教符號的政治運用。此外，还包括在阜姆的政府體制：法團主義國家的經濟模式、戲劇把戲、情緒化的民族主義儀式；還有黑杉军，即阿迪蒂突擊隊，擁有纪律、野兽般的反应和对异己的强大武装镇压能力。蓖麻油，是一種泻药。据说，鄧南遮甚至开创了强灌大量蓖麻油的酷刑，用以羞辱、殘廢或杀死反對者。而墨索里尼的黑衫军承繼了這個手法。
鄧南遮擁護義大利向外擴張的外交政策，甚至歡迎義大利對衣索比亞的侵略。

### 与墨索里尼的竞争關係
尽管墨索里尼的法西斯主义深受《克瓦內爾宪章》的影响，但鄧南遮及安布里斯都不想積極參與義大利法西斯運動。兩人都拒绝了法西斯主義者参加1921年5月15日选举的徵招。 在向罗马进军之前，安布里斯甚至批評法西斯运动。
1922年8月13日，鄧南遮因从窗户跌落而严重受伤；與弗朗西斯科·萨维里奥·尼蒂及墨索里尼共同举行的「全国和解会议」的計劃遭到取消。这一事件从未得到解释，而一些历史学家认为这是一起谋杀鄧南遮的計劃。 尽管鄧南遮在这次事件后退出了公眾目光，但墨索里尼仍然定期向鄧南遮发放慰問金，作为不再重新参与政治舞台的贿赂。当一位密友问及此事时，据称墨索里尼说：「当你有一颗蛀牙时，你有两种可能性：要么拔掉牙齿，要么塞满金子。對付鄧南遮，我选择了后者。」
不過，直到1938年去世之前，鄧南遮仍一直试图干预政治。 他在1933年写信给墨索里尼，试图说服他不要参与轴心国与希特勒的协议。1934年，在希特勒和墨索里尼会面后，鄧南遮试图破坏兩者之间的关系，甚至写了一本关于希特勒的讽刺小册子。

## 文學地位
在生涯高峰，鄧南遮的作品以原創性、力量與頹廢聞名。虽然作品享譽盛名，并影响許多的意大利作家，但鄧南遮世紀末風格的作品卻鲜为人知。而鄧南遮的文学名聲也擺脫不掉法西斯的陰影。1898年，《時代雜誌》批評鄧南遮的小说《入侵者》(L'innocente )「邪惡」、「徹頭徹尾的自私和腐败」。1901年，鄧南遮的悲剧《黎米尼的富蘭采絲卡》(Francesca da Rimini ) 則因道德理由未通過審查。

## 作品

### 小说
- 1889年：《欢乐》（Il Piacere）
- 1891年：《乔瓦尼·埃皮斯科波》（Giovanni Episcopo）
- 1892年：《无辜者》(L'innocente)
- 1894年：《死亡的胜利》（Il trionfo della morte）
- 1895年：《岩石中的处女》（Le vergini delle rocce）
- 1900年：《火》（Il fuoco）
- 1910年：《是或不是》（Forse che sì forse che no）

### 悲剧
- 1899年：《死城》（La città morta）
- 1899年：《琪娥康陶》（La Gioconda）
- 1904年：《火焰中的埃塞俄比亚》（L'Etiopia in fiamme）
- 1904年：《约里奥的女儿》（La figlia di Jorio）
- 1905年：《莫吉奥下的火把》（La fiaccola sotto il moggio）
- 1908年：《船》（La nave）
- 1909年：《费德拉》（Fedra）

### 短篇故事集
- 1918年：《复兴》（La Riscossa）[40]
- 1882年：《未开垦之地》（Terra vergine）
- 1884-1886年：《佩斯卡拉的小说》（Le novelle della Pescara）

### 诗集
- 1879年：《早春》（Primo vere）
- 1882年：《新歌》（Canto novo）
- 1893年：《天堂诗篇》（Poema paradisiaco）
- 1903–1912年：《天空、海洋、大地和英雄的赞歌》五卷（The five books of Laudi del cielo, del mare, della terra e degli eroi）
- 《玛雅》（Maia - Canto Amebeo della Guerra）
- 《埃莱克特拉》（Elettra）
- 《阿尔基俄涅》（Alcyone）
- 《梅洛佩》（Merope）
- 《阿斯特洛佩》（Asterope - La Canzone del Quarnaro）
- 1914年：《献给塞尔维亚的颂歌》（Ode alla nazione serba）

### 自传性作品
- 《无天鹅的丽达》（La Leda senza cigno）
- 《夜曲》（Notturno）
- 《锻炉的火星》（Le faville del maglio）
- 《加布里埃尔·邓南遮的秘密之书》（Le cento e cento e cento e cento pagine del Libro Segreto di Gabriele D'Annunzio tentato di morire o Libro Segreto）

书信体作品《从他到她，独自一人》（Solus ad solam）在死後出版。